# Енфілд (Мен)
Енфілд (англ. Enfield) — місто (англ. town) в США, в окрузі Пенобскот штату Мен. Населення — 1435 осіб (2020).

## Демографія
Згідно з переписом 2010 року, у місті мешкало 1607 осіб у 650 домогосподарствах у складі 461 родини. Було 937 помешкань
Расовий склад населення:
| - 97,6 % — білих - 1,2 % — корінних американців - 0,1 % — чорних або афроамериканців |

До двох чи більше рас належало 0,9 %. Частка іспаномовних становила 0,2 % від усіх жителів.
За віковим діапазоном населення розподілялося таким чином: 20,5 % — особи молодші 18 років, 62,8 % — особи у віці 18—64 років, 16,7 % — особи у віці 65 років та старші. Медіана віку мешканця становила 44,3 року. На 100 осіб жіночої статі у місті припадало 93,4 чоловіків;  на 100 жінок у віці від 18 років та старших — 93,6 чоловіків також старших 18 років.
Середній дохід на одне домашнє господарство  становив 58 927 доларів США (медіана — 47 929), а середній дохід на одну сім'ю — 66 117 доларів (медіана — 51 125). Медіана доходів становила 43 304 долари для чоловіків та 34 063 долари для жінок. За межею бідності перебувало 12,7 % осіб, у тому числі 16,8 % дітей у віці до 18 років та 8,8 % осіб у віці 65 років та старших.
Цивільне працевлаштоване населення становило 744 особи. Основні галузі зайнятості: освіта, охорона здоров'я та соціальна допомога — 26,7 %, роздрібна торгівля — 16,1 %, будівництво — 10,1 %, мистецтво, розваги та відпочинок — 8,2 %.